# Õhne (rivière)
La rivière Õhne (en estonien : Õhne jõgi) est une rivière qui s'écoule dans les comtés de Viljandi et de Valga en Estonie,.

## Présentation
La rivière Õhne est située dans la partie sud-est des collines de Sakala.
Son cours inférieur de la rivière est situé dans la plaine du lac Võrtsjärv,.
La longueur de la rivière Õhne est de 103 kilomètres, et son bassin versant à une superficie de 573 km², Sa largeur dans son cours inférieur est de 30 mètres.
La rivière Õhne à un dénivelé de 62 mètres soit 0,58 m/km,.
La rivière prend sa source dans le lac Veisjärv et se termine en se jetant dans le lac Võrtsjärv.
Ses affluents principaux sont les rivières Helme jõgi (et) et Jõku jõgi (et),.

## Conservation de la nature
Les quatre premiers kilomètres de la rivière Õhne coulent dans la réserve naturelle de Rubina (et).
Le tronçon allant du pont de Koorküla au pont de Leebiku est une zone Natura 2000.

## Galerie

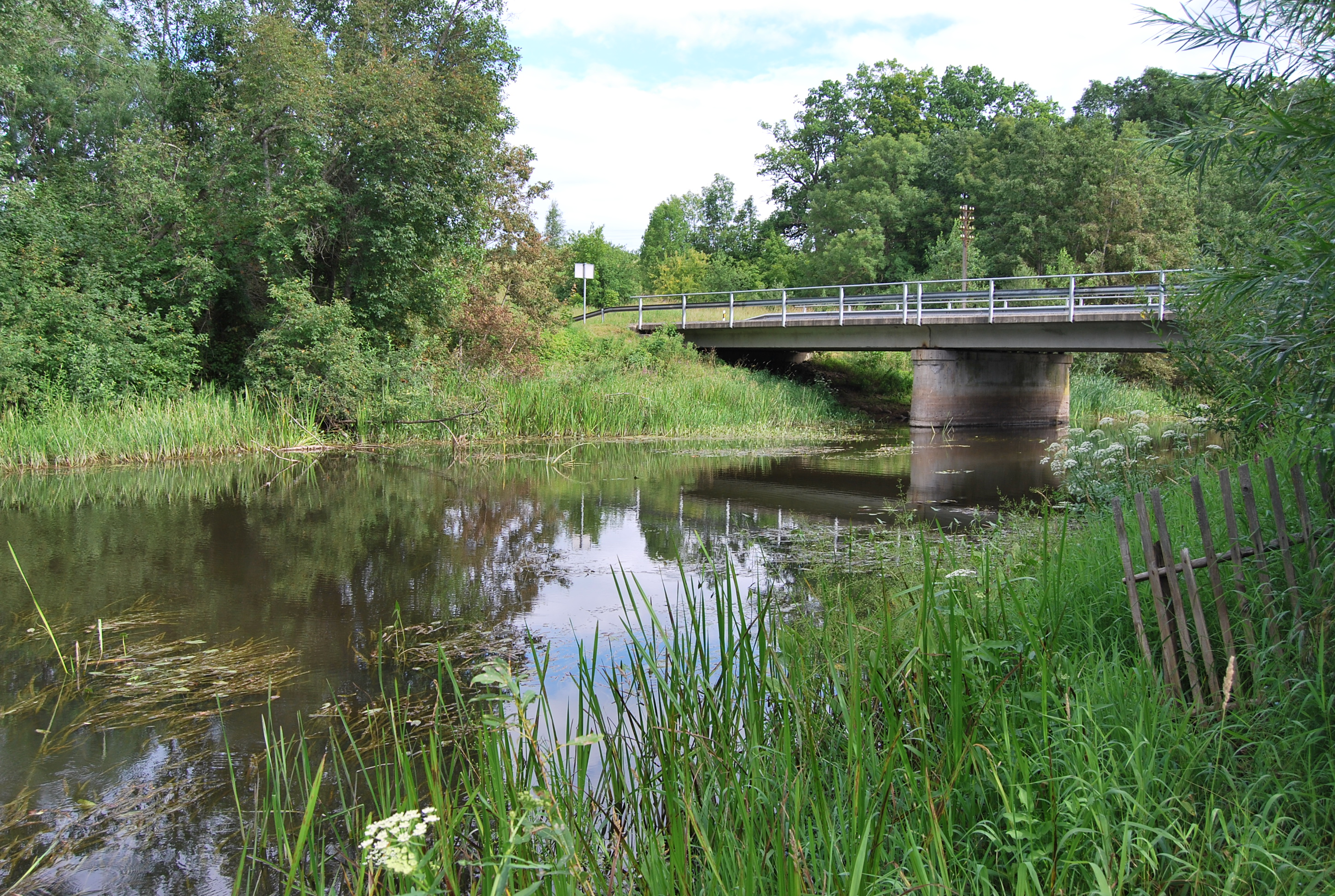
La rivière à Suislepa.
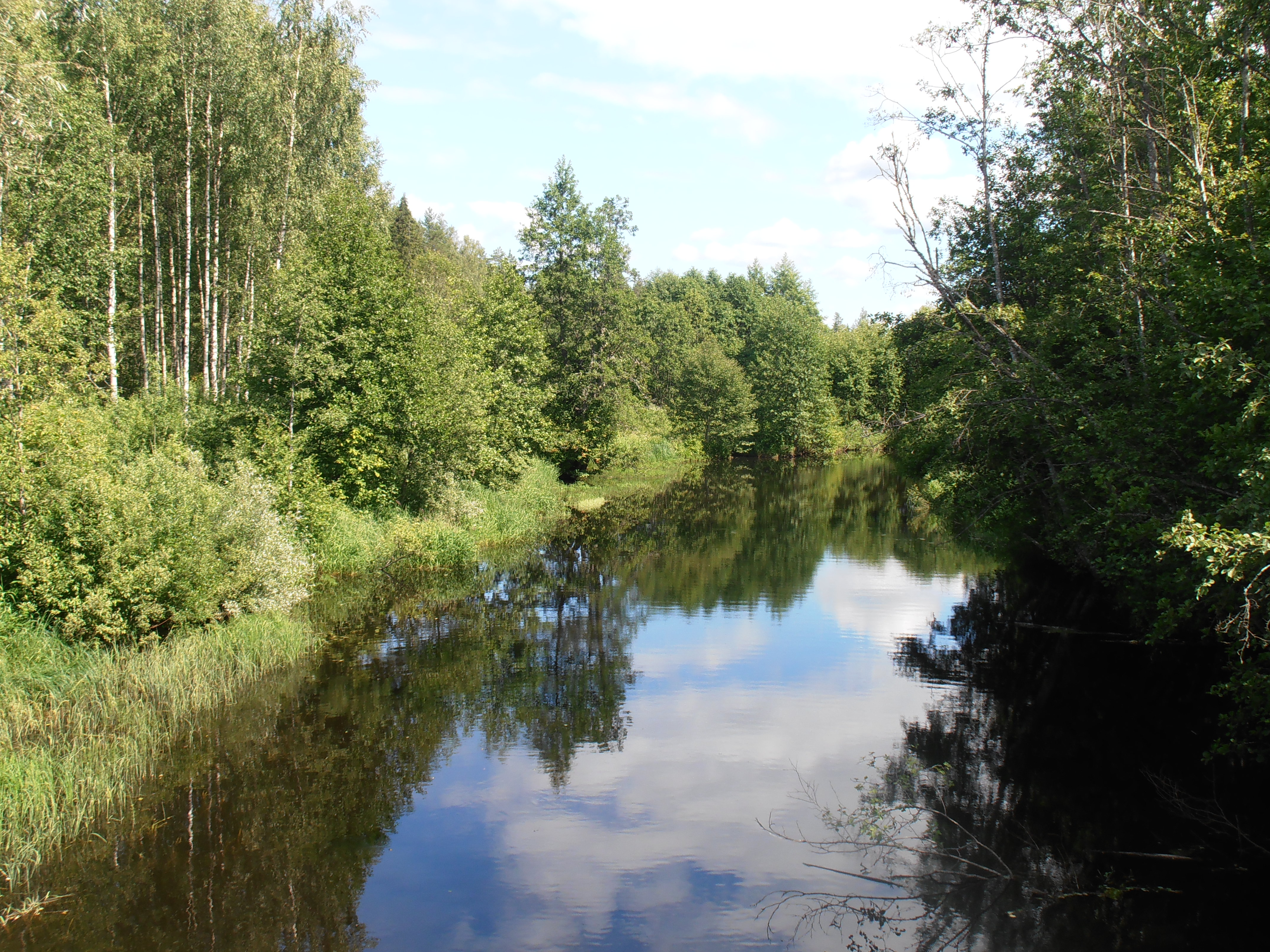
La rivière à Omuļupe.
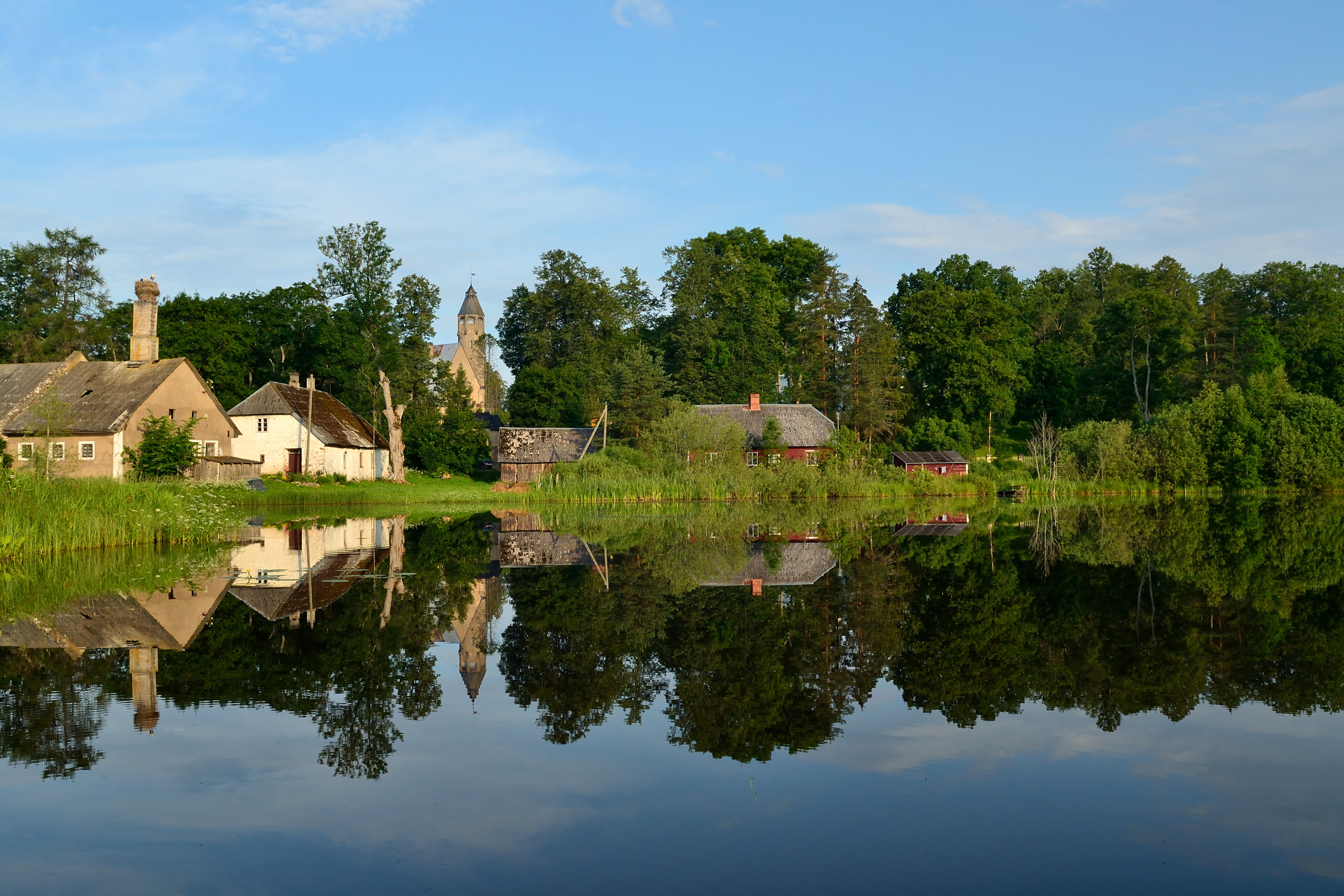
Taagepera järv.

### Articles  connexes
- Liste des cours d'eau de l'Estonie
- Liste des cours d'eau de la Lettonie